# Kilómetro cero
En muchos países, el kilómetro cero (también, kilómetro 0 o km 0) o términos similares en otras lenguas, es una localización geográfica singular (a menudo, en la capital del país), desde la cual se miden las distancias. Una noción similar es la existente para las carreteras (es decir, todos los tramos de una carretera tienen un número, dependiendo de su distancia a un determinado lugar), y para ciudades singulares (a menudo la central de correos de la ciudad se usa para este fin).

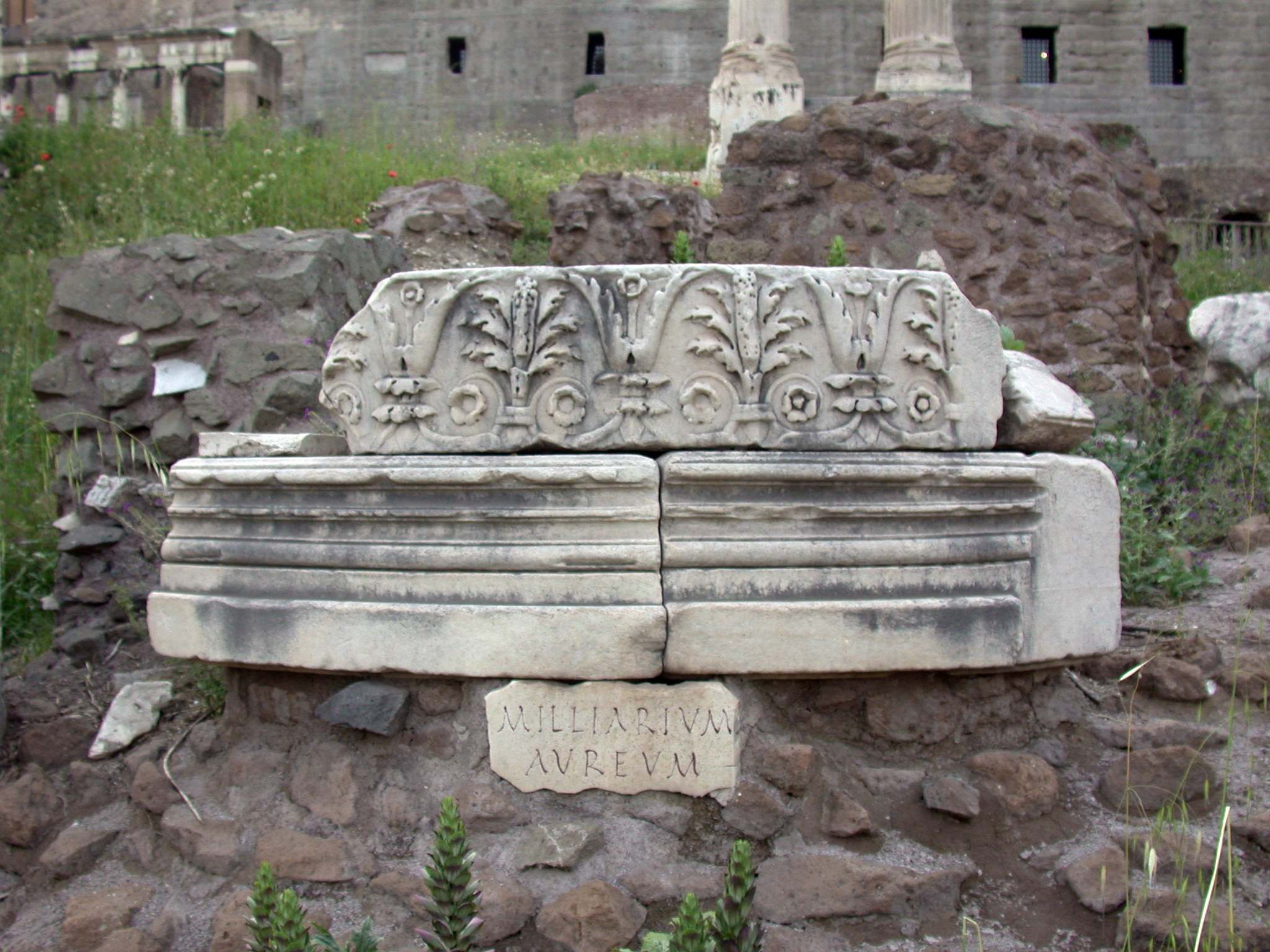
Restos del miliarium aureum, en el Foro Romano.

## Historia

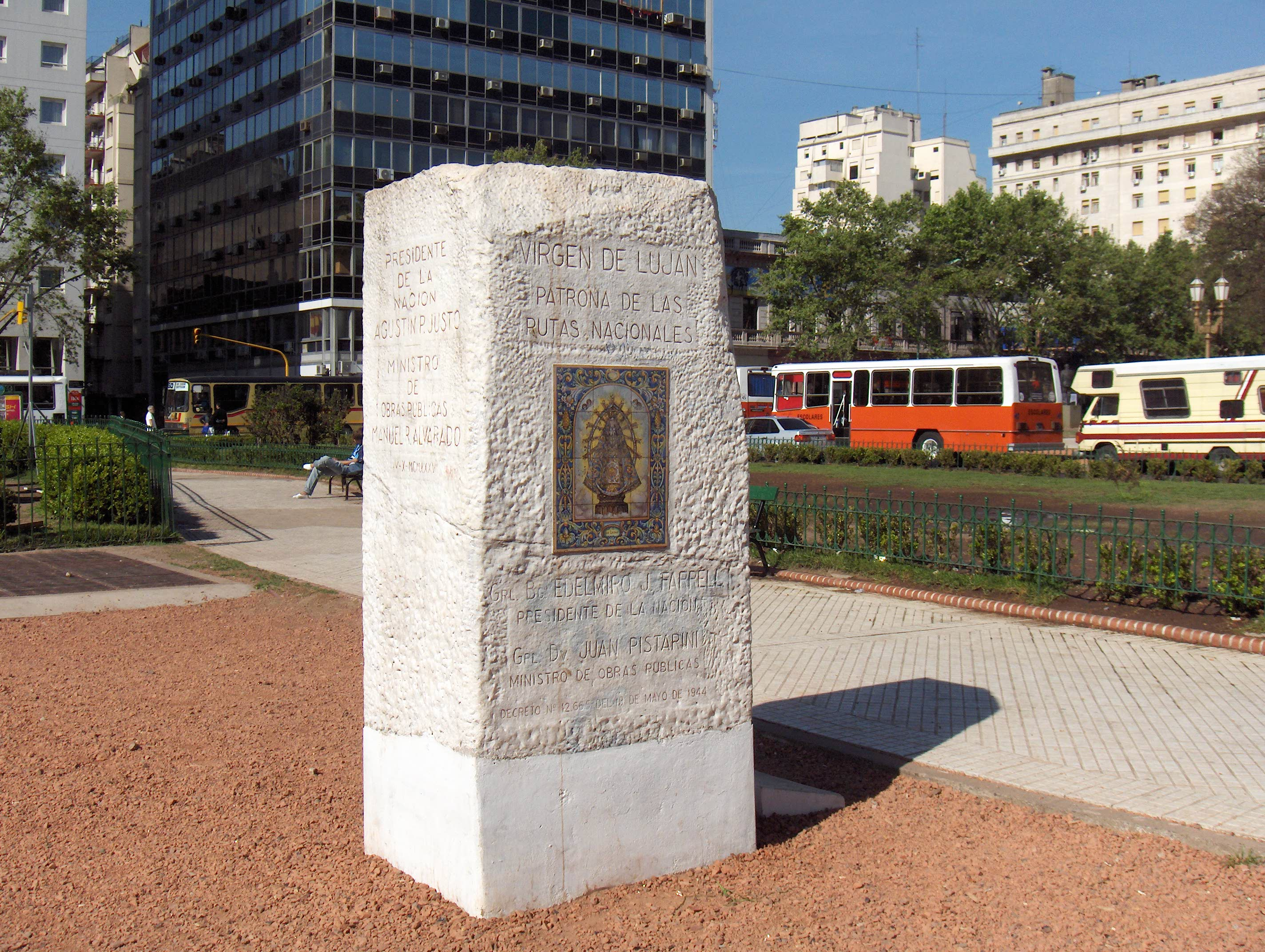
Monolito del "km 0" en Buenos Aires, Argentina.

La más famosa de estas localizaciones es el Milliarium Aureum ("Miliario de Oro o Jalón de Oro") ubicado en el Foro de Roma. Era, en realidad, un monumento de bronce erigido por el emperador César Augusto cerca del templo de Saturno. Se consideraba que todos los caminos comenzaban en este monumento y todas las distancias del Imperio romano se medían con relación a ese punto. Según Schaaf (1886, v.1 p.1), la antigua frase “Todos los caminos conducen a Roma” es una referencia al Milliarium Aureum, como el punto específico hacia donde todas las carreteras debían llevar. Actualmente, solo se conserva la base de este hito.
El Milliarium Aureum fue un monumento diferente del Umbilicus Urbis Romae (“Ombligo de la ciudad de Roma”), una estructura también construida en el Foro Romano y que sirvió para un propósito similar con anterioridad.

## República Dominicana

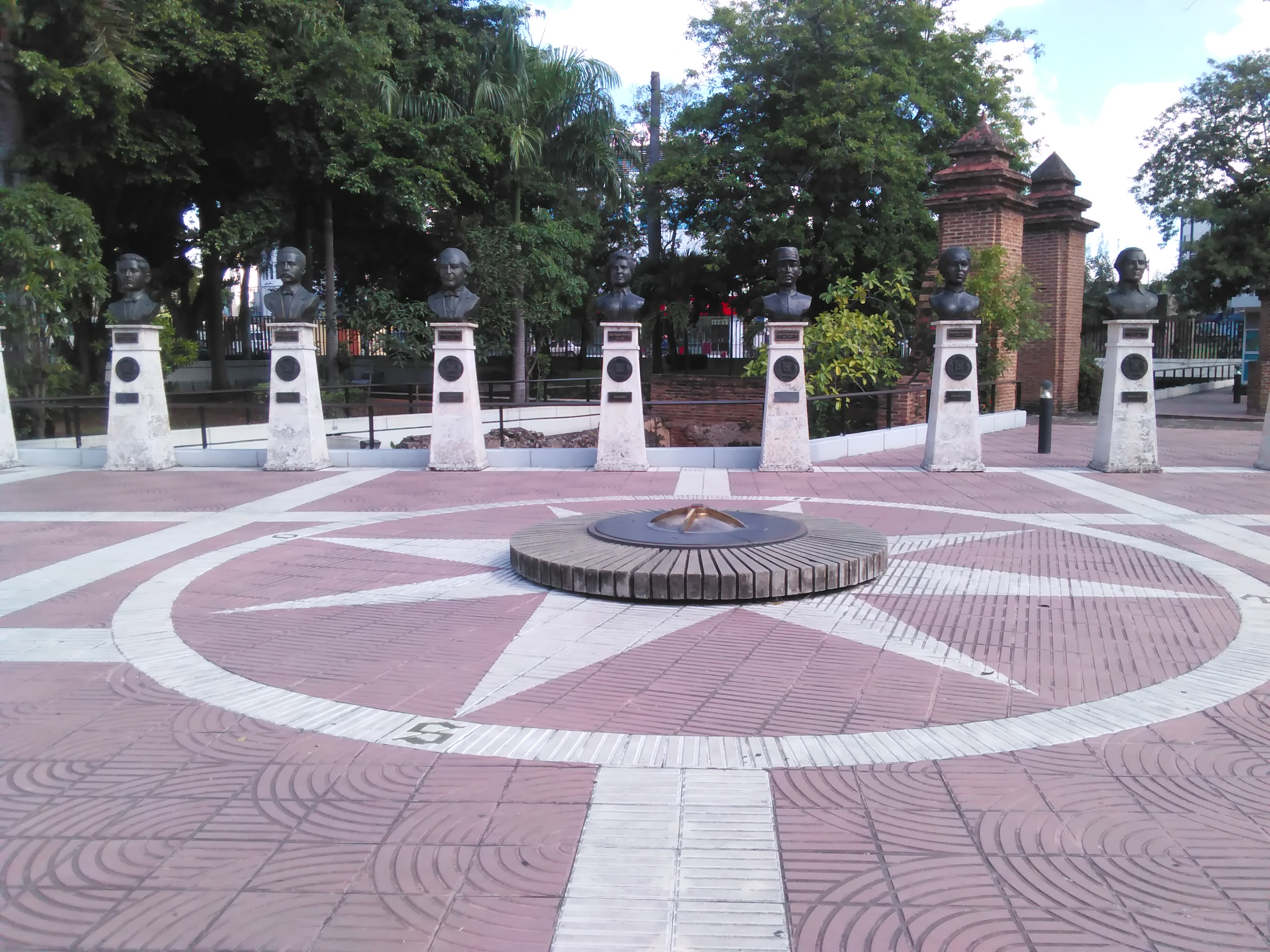
Km 0 de República Dominicana, Parque Independencia.

El kilómetro 0 de este país es el Parque Independencia, aquí se encuentra el Altar a la Patria, un mausoleo de mármol  donde descansan los restos mortales de los Padres de la Patria: Juan Pablo Duarte, Francisco del Rosario Sánchez y Ramón Matías Mella.
También está integrado por la Puerta del Conde, una edificación militar que formaba parte de la muralla defensiva de  la ciudad colonial de Santo Domingo y lugar donde se declaró la independencia de República Dominicana.

## Argentina
Argentina tiene su "kilómetro 0" en un monolito en la Plaza Mariano Moreno, en Buenos Aires. El 2 de octubre de 1935, se instaló el monolito, obra de los hermanos Máximo y José Fioravanti sobre la zona norte de la Plaza Lorea pero, por un decreto, se trasladó a su actual ubicación el 18 de mayo de 1944. En su cara norte, está grabada la Virgen de Luján; en la cara sur, una carta en relieve de la República Argentina; al oeste, placas en homenaje a José de San Martín, y en su cara este, placas con la fecha del decreto y el nombre de las autoridades.

## Bolivia

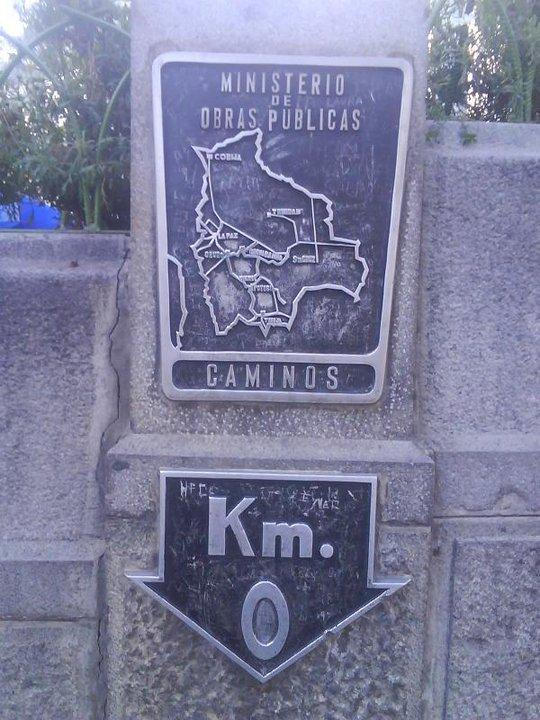
Kilómetro 0 en la ciudad de La Paz.

De acuerdo al Decreto Supremo N.º 06283 del 23 de noviembre de 1962, Bolivia tiene su kilómetro cero conmemorado en una placa de metal en la esquina sur de la Plaza Murillo (La Paz), punto de partida de las carreteras bolivianas.

## Chile
El Kilómetro Cero de Chile se encuentra en la Plaza de Armas de Santiago de Chile, considerado como ícono fundacional histórico de la ciudad y del país. Una placa de bronce ubicada allí marca precisamente el hito.

## China
El “kilómetro cero” de las vías férreas chinas está ubicado a la entrada de la estación de Fengtai en Pekín desde donde sale la línea Jingguang. No hay placa ceremonial, sino simplemente una placa de cemento con el número “0” pintado.

## Colombia

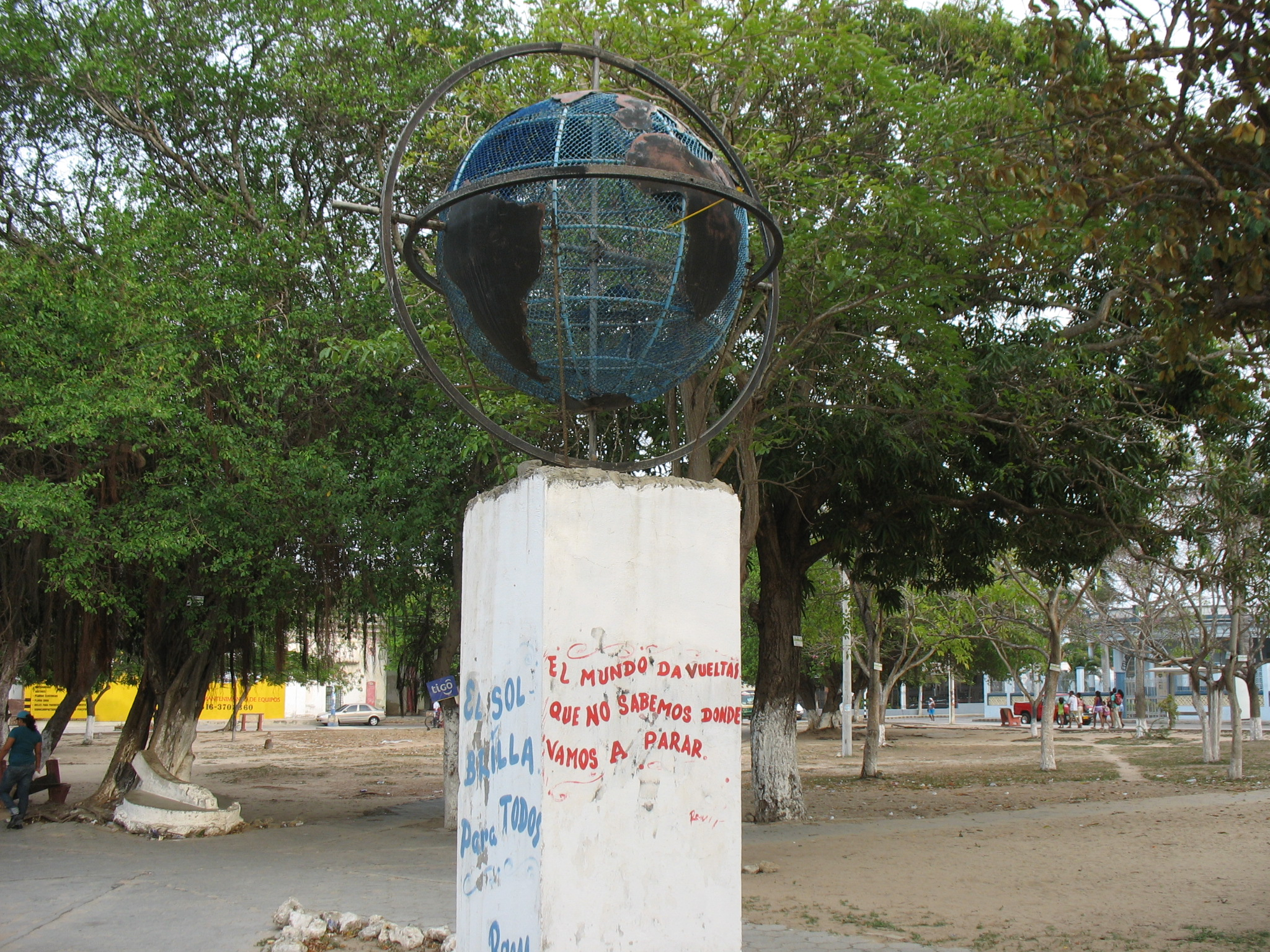
Punto cero en Barranquilla.

El “kilómetro cero” de Colombia se encuentra en Barranquilla a una latitud 10° 59' 16" al norte de la línea ecuatorial y una longitud de 74º 47' 20" al occidente de Greenwich (10°59′16″N 74°47′20″O / 10.98778, -74.78889), tomando como referencia el punto cero de la ciudad ubicado en la plaza de la Paz.

## Cuba

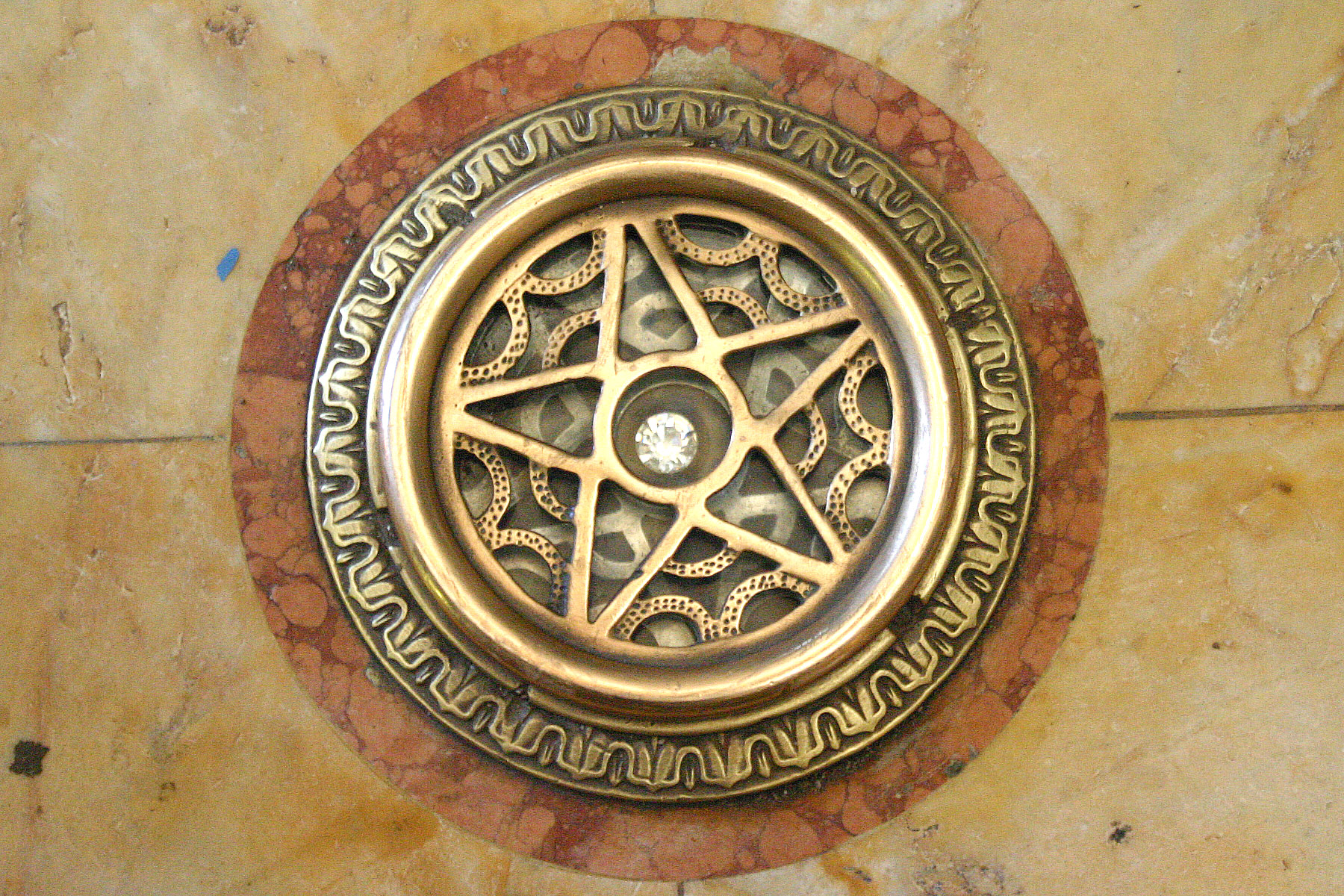
Diamante del Capitolio de La Habana.

El “kilómetro cero” de Cuba se encuentra ubicado en el Capitolio de La Habana, un edificio construido en 1929 por el arquitecto Eugenio Raynieri Piedra destinado a albergar y ser sede de las dos Cámaras del Congreso o cuerpo legislativo de la República de Cuba. Está situado en el centro la capital del país, La Habana. Cuando fue disuelto el Congreso, comenzó a ser la sede del Ministerio destinado a Centro de Congresos y Exposiciones. Abierto al público, es uno de los atractivos turísticos más visitados de la ciudad. Constituye el segundo punto más alto de La Habana después del monumento a José Martí situado en la Plaza de la Revolución.
El edificio tiene un diamante de 25 quilates incrustado en el piso de granito del Salón de los Pasos Perdidos, justo bajo el centro mismo de la cúpula y a los pies de la Estatua de la República. Según se cuenta, el diamante perteneció al último zar de Rusia, Nicolás II, y se le atribuían poderes curativos. Este diamante marca el punto kilométrico cero de las carreteras cubanas. 	 
Pese a estar protegido por un sólido cristal blindado considerado irrompible, el diamante fue robado el 25 de marzo de 1946 y recuperado el 2 de junio del año siguiente.

## El Salvador
En El Salvador, el punto de referencia para cualquiera de los destinos del país, es el "kilómetro cero" o también conocido como punto cero. Está ubicado en la intersección de la calle Arce (hacia el poniente), Avenida España (hacia al norte), calle Delgado (hacia el oriente) y Avenida Cuscatlán (hacia el sur). Al oriente del "Kilómetro cero" se encuentra la Catedral Metropolitana de San Salvador y sobre la Avenida España, se ubica la hasta hace poco desconocida Plaza San Martín, albergando el busto del general José de San Martín. 

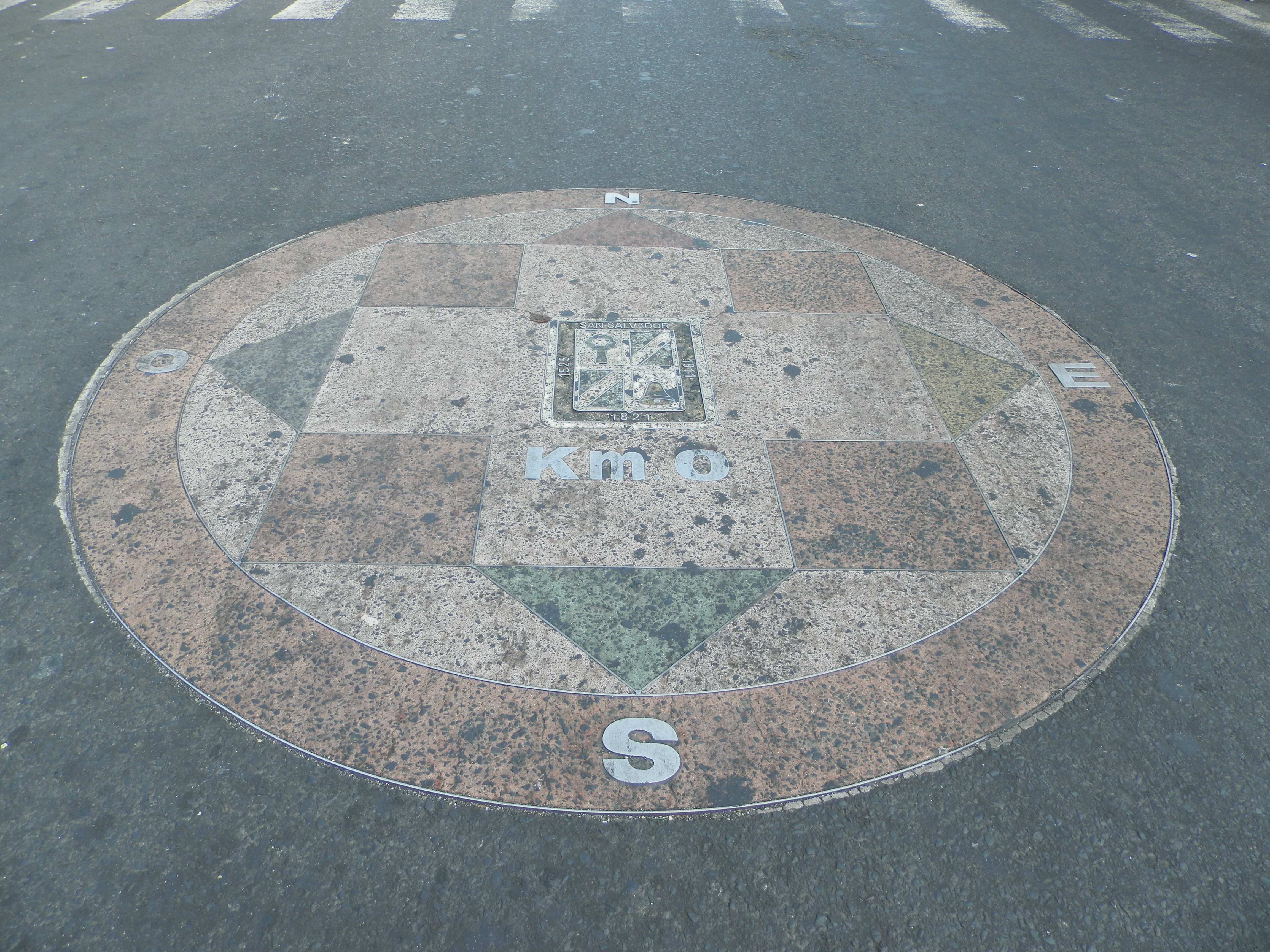
Marca del kilómetro cero en San Salvador, capital de El Salvador.

El kilómetro cero se ubica en la intersección de la calle Delgado y Avenida Cuscatlán debido a que en ese lugar se encontraba el antiguo edificio de Correos Nacionales, destruido en 1955 y vuelto a destruir en el terremoto de 1986; este edificio era la referencia lógica desde el cual salían recuas de mulas transportando correspondencia a todo el país. Una vez perdido el edificio; el "kilómetro cero" perdió su identificación por muchos años, hasta que en el 2005, el alcalde de San Salvador, de entonces develo el mojón y una placa conmemorativa. Esta, desapareció de la vista de las personas por las ventas informales hasta el año 2016, gracias al reordenamiento y el desalojo de vendedores informales realizado por el alcalde capitalino que ha permitido apreciarlo nuevamente.

## España

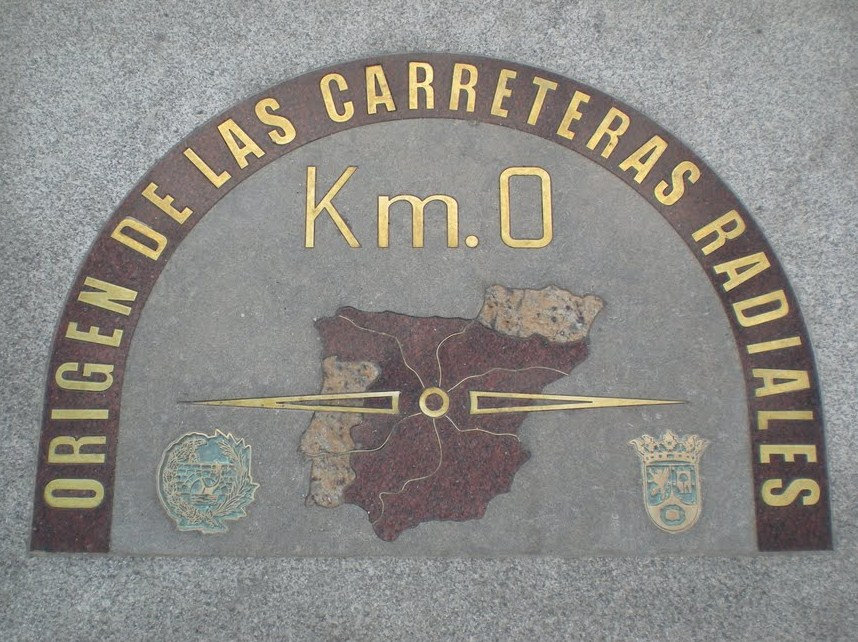
Placa del kilómetro cero en Madrid que sustituyó a la antigua en 2009.

España tiene el "kilómetro cero" de las carreteras nacionales radiales enfrente de la Real Casa de Correos, en la Puerta del Sol en Madrid. Consiste en una placa en la acera, que fue renovada en 2023 durante las obras de la plaza. Instalada en 1950 y que comenzó a marcar los seis antiguos itinerarios de postas creados en 1720 y luego convertidos, parcialmente en las seis primeras carreteras radiales. Aunque en la imagen solo aparecen representadas las seis primeras, el punto no solo marca el origen de estas, sino también el del resto de las radiales (no incluye las transversales) de la Red de Carreteras del Estado. Aquellas cuyos identificadores terminan en cifra impar, llevan sus kilómetros desde este punto, bien sea a través de distintas calles de Madrid (N-401), o además desde las seis primeras (N-301, N-601,...). La réplica de 2009 es de granito y latón. La placa antigua fue creada por el artista Cándido Herrero Rico y posicionada allí con motivo de una inminente puesta en marcha del Plan REDIA, la última vez que se midieron las carreteras nacionales para poder balizarlas, amojonado aún en vigor por su precisión.
La isla de La Palma tiene su propio kilómetro cero desde 2007.

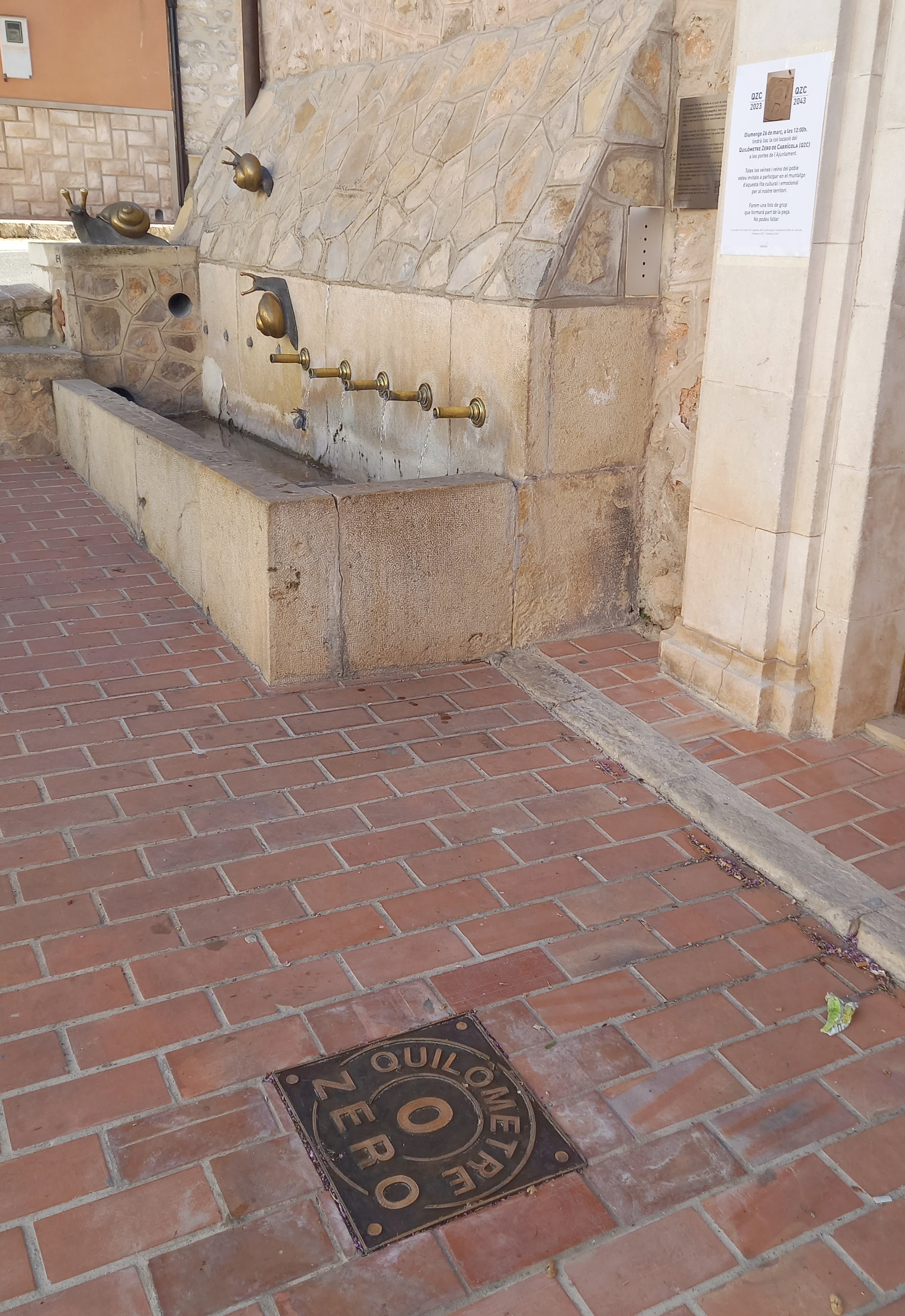
Kilómetro cero instalado en la localidad de Carrícola (Valencia).

La localidad valenciana de Carrícola instaló un kilómetro cero a las puertas de su ayuntamiento en la primavera de 2023. Se reabrirá en la primavera de 2043 para divulgar su contenido.
La película Km. 0 fue una comedia romántica grabada en Madrid que centraba las relaciones de sus personajes en ese "punto de encuentro".

## Estados Unidos
El sistema métrico decimal no se usa en los Estados Unidos, pero Pierre Charles L'Enfant, arquitecto de Washington D. C. propuso colocar como referencia un mástil a una milla al Este del Capitolio, que nunca fue instalado.
En 1919 se propuso un “jalón cero” cerca de la Casa Blanca y efectivamente fue erigido en 1923 con financiamiento del Good Roads Movement. Está ubicado en el vértice norte de Ellipse, en el President's Park. En la parte superior del monolito hay una roseta de bronce de 16 puntas con una pequeña pirámide. Actualmente, solo las calles de la ciudad tienen sus distancias medidas desde allí.

## Filipinas
La gran asta de la bandera al oeste del monumento de Rizal en el parque Rizal es el kilómetro cero para las distancias por carretera en la isla de Luzón y en el resto de Filipinas.

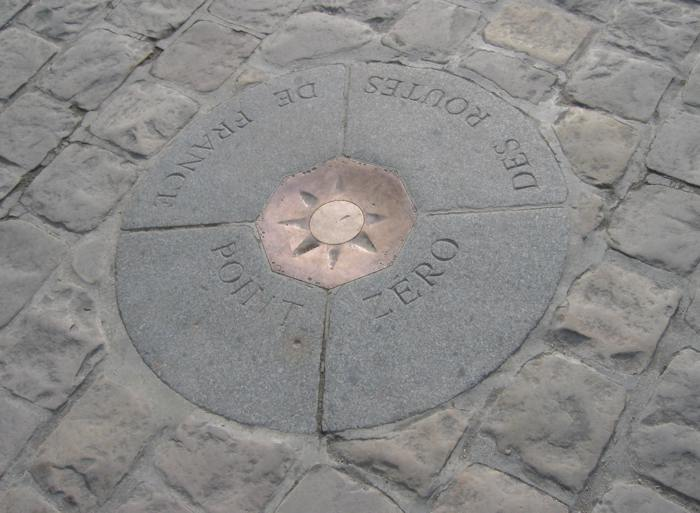
Kilómetro Cero de las autopistas nacionales francesas, localizado en París en los revestimientos cuadrados de la entrada principal a la Catedral de Notre Dame, y considerado oficialmente el centro de la ciudad de París.

## Francia
El kilómetro cero (llamado point zéro) de Francia está localizado en la plaza en la cual se encuentra la entrada principal a la catedral de Notre Dame en París (48°51′12″N 2°20′56″E / 48.85341, 2.34880 WGS 84). Allí, una estrella de bronce se encaja en el pavimento, marcando el comienzo de todas las autovías principales de Francia (routes nationales). La estrella de bronce es considerada oficialmente el centro de la ciudad de París.
Kilometer Zero (o kmz) es también el nombre de un periódico literario publicado por la famosa librería Shakespeare and Company desde el año 2000.

## Guatemala
El Kilómetro 0 de todas las carreteras se encuentra en el salón de recepciones del Palacio Nacional de la Cultura, de la ciudad de Guatemala.

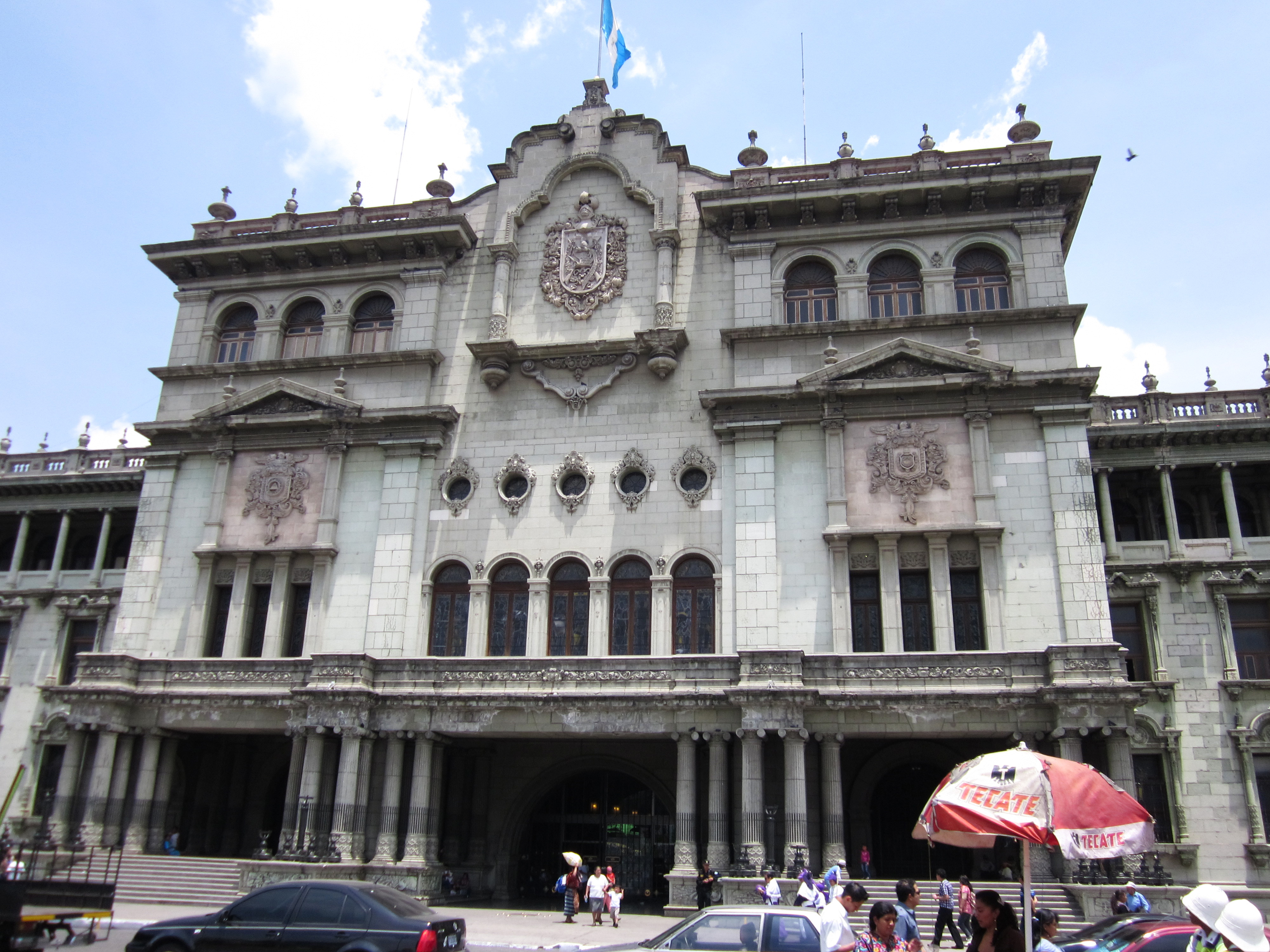
Palacio Nacional de la Cultura (Ciudad de Guatemala). En el Salón de Recepciones se encuentra ubicado el Kilómetro 0.

## Hungría
El “kilómetro cero” de Hungría se encuentra en la plaza Adam Clark de Budapest, junto a la cabecera del Puente de las Cadenas (Szechenyi lanchid) sobre el río Danubio donde, además, se ubica la estación inferior del funicular Budavari Siklo que lleva a Varhegy (Cerro del Castillo).

## India
La plaza donde se encuentra un memorial de Mojón Gandhi, el padre de la nación, en la región de la capital nacional, Nueva Delhi, (conocido como Raj Ghat) es el punto desde el cual se miden todas las distancias de carretera. El Raj Ghat tiene una piedra en su entrada en la que se puede leer "0 KM".

## Israel
Desde la época romana y bizantina, el punto cero de los caminos que partían de Jerusalén se encontraba en una plaza interior de la Puerta de Damasco -o Puerta del Triunfo como la llamaban los árabes- en la Ciudad Vieja.
A partir de 1920, el "Kilómetro Cero" se establece en la Puerta de Jaffa. Dicho portal fue abierto en 1898 en honor del emperador alemán Guillermo II. Durante el mandato británico de Palestina se instaló allí un puesto de policía de tráfico que es tomado como hito para medir las distancias desde Jerusalén, aunque actualmente no hay ninguna referencia al respecto en ese lugar.

## Italia
El “kilómetro cero” de Italia está situado en la Colina Capitolina (Capitolinus Mons), entre el Foro y el Campo Marcio o de Marte. 
En la Colina Capitolina se encuentra la plaza del Campidoglio, orientada hacia la basílica de San Pedro. En su centro se encuentra hoy día una reproducción de la Estatua ecuestre de Marco Aurelio.

## Japón
El “kilómetro cero” de Japón está en el medio del puente Nihonbashi en Tokio. El puente se encuentra en el barrio homónimo, un barrio de negocios del barrio de Chuo y fue uno de los pasos más importantes en la ruta Tōkaidō en la época Edo. Era el punto comercial más importante del país ya que fue el punto de partida de las cinco rutas con más actividad de la época.
La Estación de Tokio, estación ferroviaria localizada en el distrito comercial Marunouchi en Tokio es el punto original del sistema ferroviario japonés. Es la terminal de la mayoría de las líneas de tren bala que cubren el territorio japonés y es conexión para líneas locales y regionales, además de punto de transbordo para la línea Marunouchi del Metro de Tokio y la línea de tren urbano Yamanote. Tiene diversos monumentos que indican el kilómetro cero de las líneas que allí se inician.

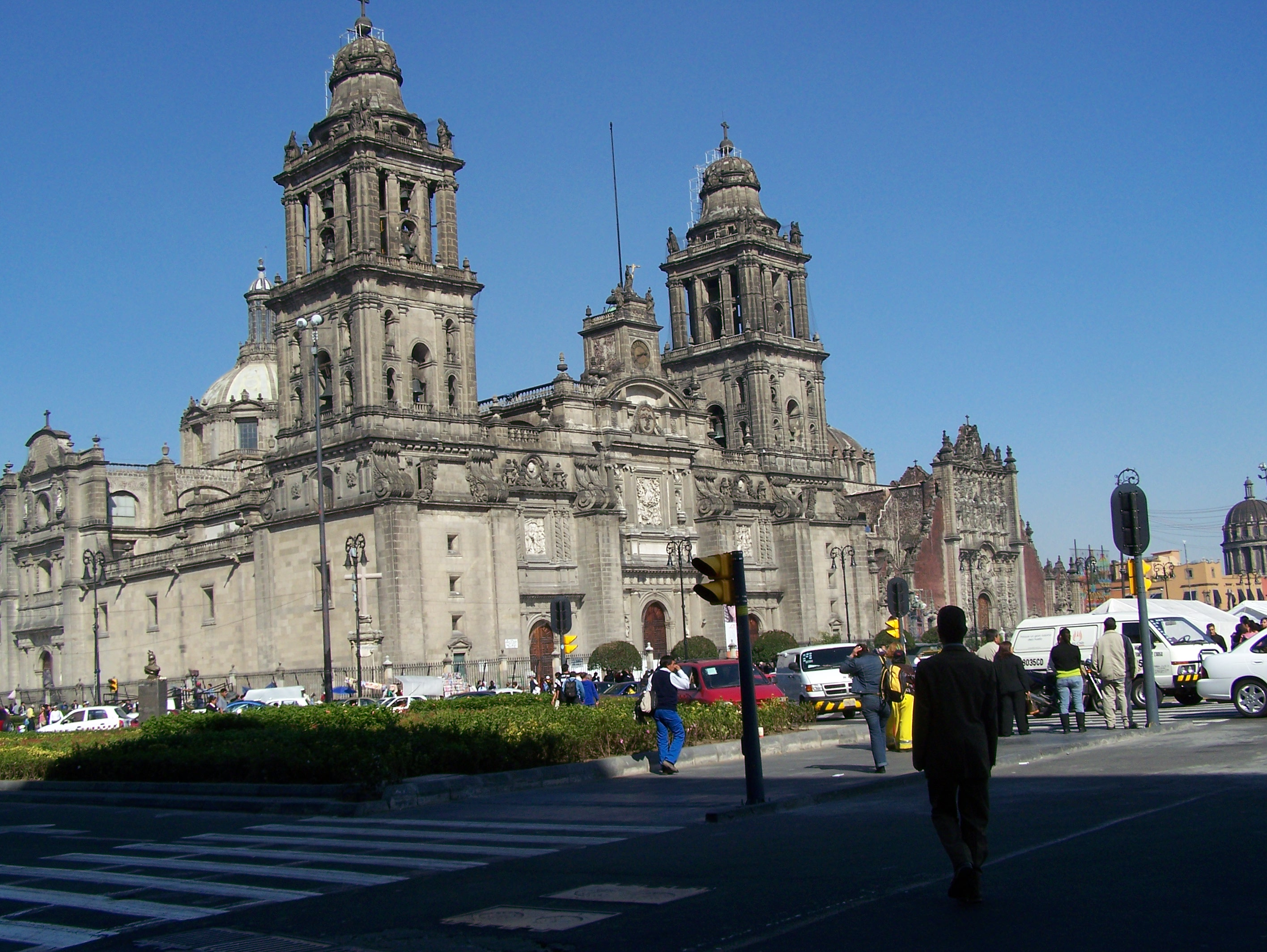
Catedral de la Ciudad de México

## México
El “kilómetro cero” de México se encuentra en el Centro Histórico de la Ciudad de México, 11.85 metros al oeste de la puerta principal del Palacio Nacional. Popularmente, se creía que se halla a un costado de la Catedral Metropolitana, donde existe un monumento con la efigie de Enrico Martin o Enrico Martínez, cosmógrafo, matemático, impresor e ingeniero hidráulico de origen alemán. El dato proviene de un decreto del gobierno de Antonio López de Santa Anna, de 1842.

## Panamá

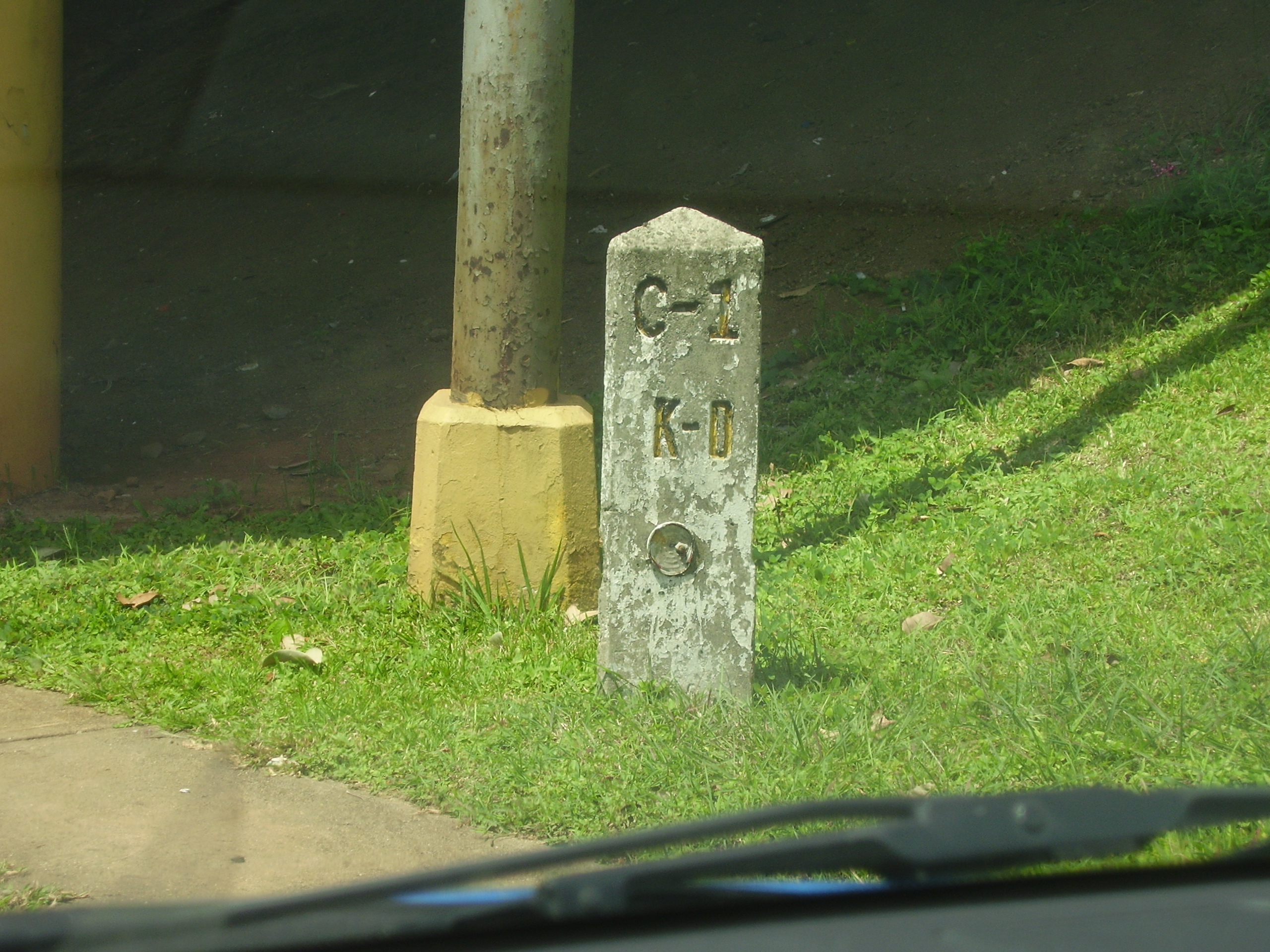
Kilómetro cero en Panamá.

El “kilómetro cero” de Panamá está ubicado a un costado del puente Martín Sosa en la avenida Simón Bolívar o carretera Transístmica en la ciudad de Panamá 8°58′43″N 79°32′14″O / 8.978658, -79.537244.

## Paraguay
Originalmente, el punto 0 de las rutas nacionales de Paraguay fue establecido en virtud del Decreto-Ley n.º 320 del 30 de marzo de 1962, que indicaba que “las distancias en kilómetros de las rutas tendrán su inicio en el eje del pórtico del Panteón Nacional de los Héroes. Esto era válido para ocho rutas nacionales, que son rutas Nº 1, 2 y 9, que partían de Asunción, y las rutas Nº 3, 4, 6, 7 y 8, se originaban en una troncal. La referida ley solo hacía excepción del punto 0 a las rutas que partían de los puertos, ya que el cero de los mismos era la ribera del puerto respectivo. En esta situación quedaban las rutas Nº 5, 10, 11 y 12. El Km 0 de la ruta 2 y luego de la ruta 1, cuyo mojón "0″ se encuentra hasta hoy al borde de la calzada de la calle Pettirossi casi Gral. Aquino, es debido a que fue construida y amojonada antes de la promulgación de la citada ley. Luego de esta normativa, este punto se traslada al Panteón de los Héroes, pero los mojones no fueron cambiados hasta mayo de 2021.
Conmemorando el «Día del Camino», el Ministerio de Obras Públicas y Comunicaciones (MOPC) y la Asociación Paraguaya de Carreteras (APC), inauguraron el 5 de octubre de 2018, una placa identificadora del sitio considerado como el “Punto Cero” o “Km. 0”, frente al pórtico del Panteón Nacional de los Héroes en Asunción. El mismo se encuentra en las coordenadas 25°16′56″S 57°38′06″O / -25.282109, -57.635025.

## Perú
En Perú, el "kilómetro cero" se mide desde la intersección de la Av. Circunvalación y la Av. Javier Prado, en Lima.[cita requerida]
Esta referencia no es segura. Hay otra más viable en el artículo de Wikipedia sobre la Ruta nacional PE-1. Según este detalle, el kilómetro cero en Perú está ahora en el cruce de  la Carretera Panamericana y la Carretera Central del Perú o PE-22, esto es, se encuentra en el denominado Intercambio Vial de Santa Anita. Hasta un punto en la década de los años 1980, en Perú el km cero se encontraba por definición en el centro de las plazas de armas o plazas principales de cada pueblo o ciudad.

## Reino Unido
Aunque el término “kilómetro cero” no es usado en el Reino Unido, todas las distancias desde Londres se miden desde Charing Cross, nombre otorgado a la Charing Cross Railway Station y a los distritos circundantes. Su origen procede de la aldea de Hamlet de Charin, donde el rey Eduardo I erigió una cruz en memoria de su mujer, Leonor de Castilla. Es reconocido oficialmente como el centro de Londres y las distancias a Londres están medidas desde la ubicación de la cruz original de Leonor.

## Rumania
El "kilómetro cero" de Rumania está marcado por un monumento localizado enfrente de la iglesia de San Jorge en el centro de Bucarest.[cita requerida]

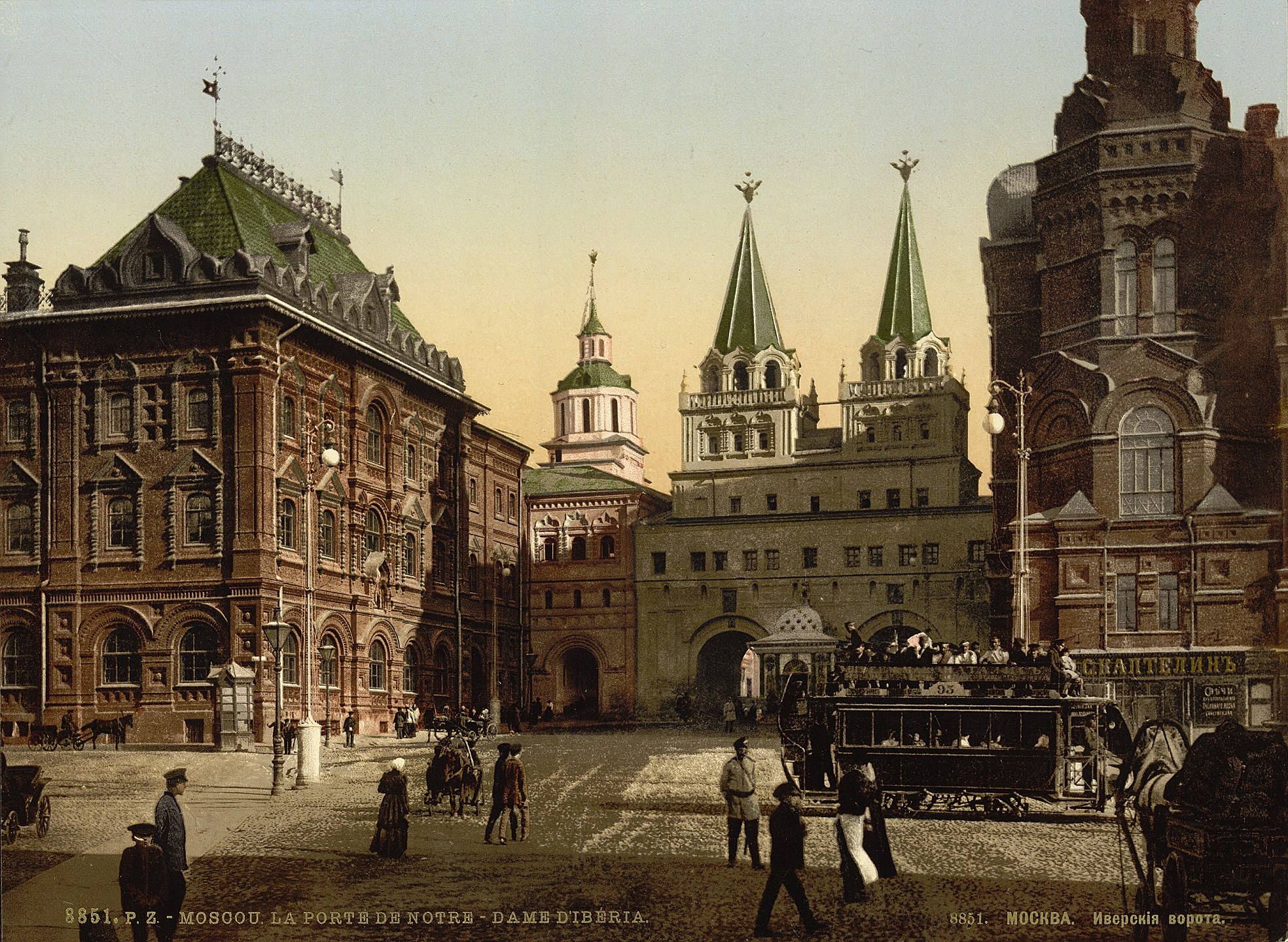
La Puerta y Capilla Ibérica.

## Rusia
En el país más grande del mundo, la placa de bronce que marca su Kilómetro Cero está situada en Moscú, justo enfrente de la Capilla Ibérica, en un corto pasaje que conecta la Plaza Roja con la Plaza del Manège y flanqueado por el Museo Estatal de Historia y también por la Duma de Moscú.

## Suiza
El “kilómetro cero” de Suiza se encuentra en Olten. Fue impuesto en el siglo XIX para señalar el lugar desde donde se medirían el sistema ferroviario. Dada la dimensión del sistema ferroviario suizo, el kilómetro cero se encuentra en desuso.

## Uruguay

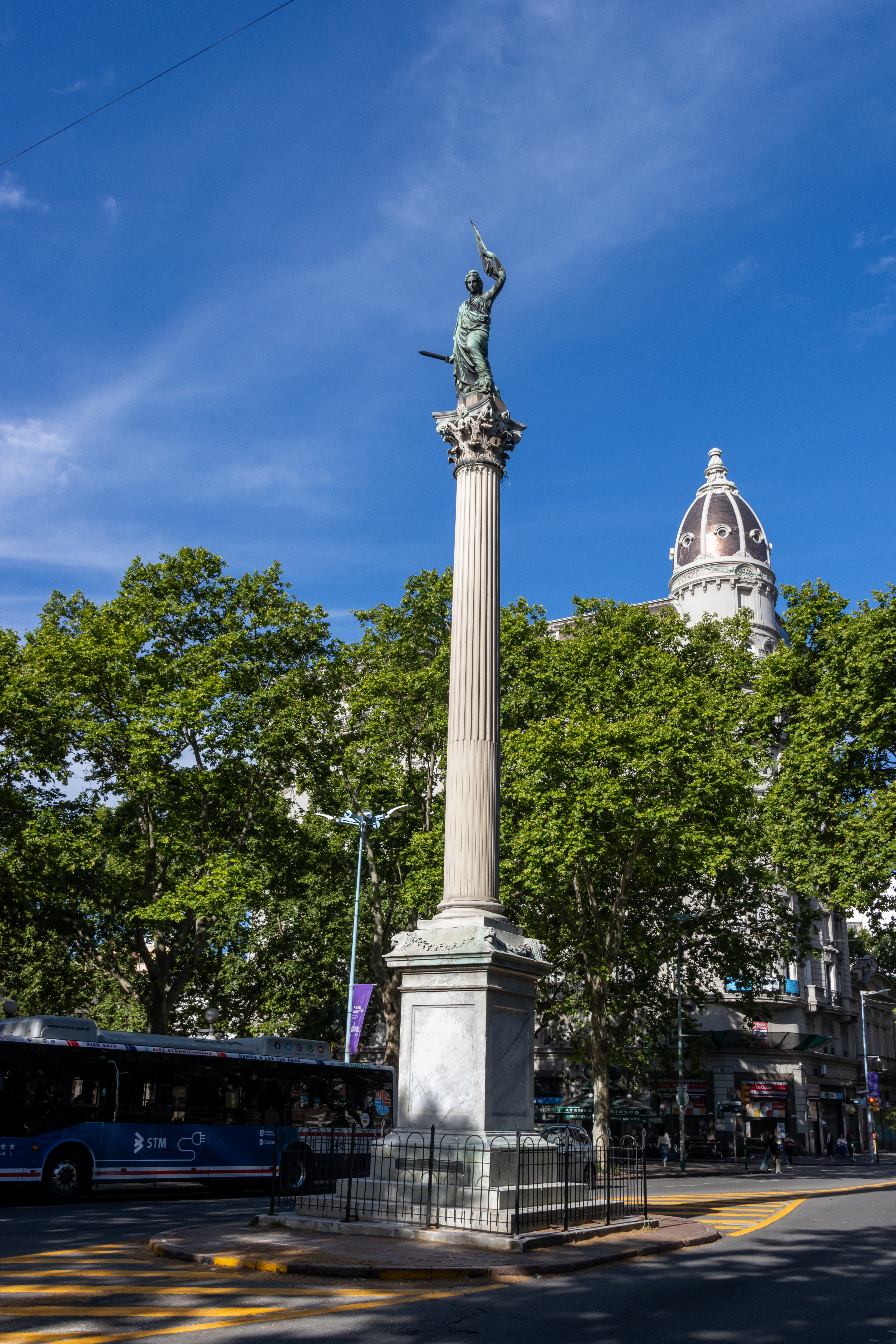
La Columna de la Paz, kilómetro cero de Uruguay

Uruguay tiene su "kilómetro cero" de las carreteras nacionales en la Columna de la Paz, ubicada en la Plaza de Cagancha sobre la Avenida 18 de Julio en el Centro de la ciudad de Montevideo.
También se suele hablar de "Kilómetro Cero" de los ríos. Por ejemplo, el "Kilómetro Cero" del Río de la Plata fue establecido por el Tratado del Río de la Plata de 1961 en el paralelo que pasa por la zona denominada Punta Gorda en el departamento de Departamento de Colonia, al sur de la ciudad de Nueva Palmira.

## Venezuela
Venezuela tiene su "Kilómetro Cero" en el inicio de la Autopista Regional del Centro como parte de la  Troncal 1 en el distribuidor Las Gaviotas (frente al Fuerte Tiuna) en Caracas.[cita requerida]

## Corea del Norte
Corea del Norte tiene su "Kilómetro Cero" en la Plaza Kim Il-sung, desde donde parten las principales vías y autopistas de país.